# Милі ошуканки: Первородний гріх
«Милі Ошуканки: Первородний гріх» (англ. Pretty Little Liars: Original Sin) — американський підлітковий драматичний містичний трилер-телесеріал, розроблений Роберто Агірре-Сакаса і Ліндсі Калхун для HBO Max. Це четвертий телесеріал франшизи «Милі ошуканки» та перший, що транслюється на потоковому телебаченні.
Прем'єра телесеріалу відбулась 28 липня 2022 року. 7 вересня 2022 року телесеріал було продовжено на другий сезон. Прем'єра другого сезону відбудеться 9 травня 2024 року. 22 вересня 2024 телесеріал було закрито після двох сезонів.

## Сюжет
Двадцять років тому серія трагічних подій мало не знищила містечко робітничого класу Міллвуд. Тепер, у наші дні, групу дівчаток-підлітків мучить невідомий, який змушує їх розплачуватись за помилку, здійснену їхніми батьками два десятиліття тому.

## Актори та персонажі
- Чандлер Кінні — Таббі, режисер-початківець, яка, як і інші ошуканки, приховує таємницю.
- Майя Рефікко — Ноа, дівчина наполегливо працює, щоб повернути своє життя у звичне русло, після літа, проведеного у в'язниці для неповнолітніх.
- Бейлі Медісон — Імоджен, вона справжній боєць. Як і інші ошуканки, вона як остання людина, що вижила, в жахливому хороррі. Вона керуватиме таємницею викриття А, коли боротиметься за своє життя та життя своїх друзів.
- Малія Пайлс — Мінні, вона наймолодша у компанії. Переживши дитячу травму, вона більшу частину часу проводить у віртуальному світі.
- Зарія — Фаран цілеспрямована та дисциплінована балерина з великим бажанням виїхати з Міллвуда. Але «А» не єдиний лиходій у її житті. Світ балету — це мінне поле.

## Список сезонів
| Сезон | Назва            | Епізоди | Епізоди | Оригінальний випуск | Оригінальний випуск |
| Сезон | Назва            | Епізоди | Епізоди | Перший випуск       | Останній випуск     |
| ----- | ---------------- | ------- | ------- | ------------------- | ------------------- |
| 1     | Первородний гріх | 10      | 10      | 28 липня 2022       | 18 серпня 2022      |
| 2     | Літня школа      | 8       | 8       | 9 травня 2024       | 20 червня 2024      |

## Виробництво

### Розробка
2 вересня 2020 року було оголошено, що Warner Bros. розробляє новий серіал «Милі ошуканки», а творець «Рівердейлу» Роберто Агірре-Сакаса перейде на посаду шоуранера. Первородний гріх буде відбуватися в тій же безперервності, що й попередній телесеріал, але буде слідувати за новими персонажами та сюжетними лініями в новій обстановці. [4]
24 вересня 2020 року HBO Max визначив серіал із 10 серій і отримав назву «Милі Ошуканки: Первородний гріх», а Агірре-Сакаса об'єдналася з Ліндсі Калхун Брінг для розробки серіалу. Агірре-Сакаса також є виконавчим продюсером серіалу разом з Леслі Моргенштейн і Джиною Джироламо. Продюсерськими компаніями, які беруть участь у серіалі, є Muckle Man Productions, Alloy Entertainment та Warner Bros. Television.

### Кастинг
У липні 2021 року Чендлер Кінні, Майя Рефікко та Бейлі Медісон отримали головні ролі. У серпні 2021 року Зарія, Малія Пайлз, Алекс Айоно, Меллорі Бехтел та Ерік Джонсон приєдналися до основного акторського складу. У вересні 2021 року Карсон Роуленд, Джордан Гонсалес, Бен Кук, Еліас Какавас, Бентон Грін, Ліа Салонга, Шерон Ліл, Карлі Поуп, Олена Гуд і Закія Янг отримали повторювані ролі. У листопаді 2021 року Крістала Картер, Дерек Клена, Кейт Дженнінгс Грант, Роберт Стентон, Дженніфер Феррін, Лілла Кроуфорд, Браян Альтемус, Ентоні Ордонес і Джеффрі Бін приєдналися до акторського складу на повторюваних ролях.

### Зйомки
Зйомки серіалу планувалися на студії Upriver в Соджертісі, штат Нью-Йорк, у середині або наприкінці 2021 року. Зйомки розпочалися 23 серпня 2021 року у Prison Alley, Гудзон, Нью-Йорк, під час пандемії COVID-19. Зйомки закінчилися 2 травня 2022 року.